# Лафуэнте, Пабло
Пабло Лафуэнте (исп. Pablo Lafuente; род. 20 февраля 1985, Буэнос-Айрес) — аргентинский шахматист, гроссмейстер (2008).
В составе сборной Аргентины участник 39-й Олимпиады (2010) в Ханты-Мансийске.

## Изменения рейтинга
| Графики недоступны из-за технических проблем. См. информацию на Фабрикаторе и на mediawiki.org. |